# 길수현
길수현(1979년 1월 9일 ~ )은 대한민국의 비디오 자키이다.

## 학력
- 서울예술대학 방송연예학과 전문학사

## 이력
1997년 엠넷TV 비디오 자키 첫 데뷔하였다.

## 출연작

### TV 프로그램
- 1999년 MBC 《섹션TV 연예통신》
- 1999년 ~ 2000년 EBS 1TV 청소년 드라마 《네 꿈을 펼쳐라》 (오영심 역)
- 1999년 MBC 청춘시트콤 《남자 셋 여자 셋》 … 문화대학교 무용학과 2학년 학생 길수현 역
- 1999년 MBC 주간 코미디 드라마 《여자 대 여자》
- 1999년 SBS 청춘시트콤 《행진》
- 2000년 OGN(구 온게임넷) 생방송 게임콜
- 2001년 SBS 청춘시트콤 《@골뱅이》
- 2001년 SBS 청춘시트콤 《딱좋아!》
- 2001년 EBS 1TV 《딩동댕 유치원》
- 2001년 9월 7일 MBC 《MBC 베스트극장 - 제459회 마음에 도장을 찍다》
- 2001년 ~ 2012년 SBS 《게임쇼 즐거운 세상》

- 2003년 ~ 2005년 KBS 2TV, KBS 1TV 《저요!저요!》
- 2004년 KBS 1TV 《퀴즈 대한민국》 (81회)
- 2007년 ~ 2008년 EBS 1TV 《English Cafe》

### 라디오 프로그램
- EBS FM 《EBS 책 읽는 라디오 낭독 시리즈》 (2015년)

### 영화
- 2005년 《미스터 주부퀴즈왕》 ... 우정출연 토크쇼 - MC